# Calcul calendaire
Le calcul calendaire est une technique de calcul mental reposant sur un algorithme et sur les calendriers, qui permet de déterminer le jour de la semaine d'une date donnée. Cette capacité a souvent été médiatisée chez des autistes savants. 
D'après Joshua Foer, la maîtrise du calcul calendaire, bien qu'impressionnante lors de démonstrations médiatiques, est assez simple. Elle est maîtrisée par Daniel Tammet, les jumeaux George et Charles Fin, et d'autres personnes avec autisme et/ou syndrome du savant. 
Les algorithmes de calcul calendaire ne suffisent pas à déterminer un jour pour toutes les dates.  